# Dutch Open 1990
Die Dutch Open 1990 im Badminton fanden vom 3. bis zum 7. Oktober 1990 im Nationaal Badminton Centrum in Nieuwegein statt. Die Endspiele wurden am 7. Oktober 1990 ausgetragen. Das Preisgeld betrug 50.000 US-Dollar.

## Sieger und Platzierte
| Disziplin    | Gold                                  | Silber                               | Bronze                         |
| ------------ | ------------------------------------- | ------------------------------------ | ------------------------------ |
| Herreneinzel | Hermawan Susanto                      | Poul-Erik Høyer Larsen               | Eddy Kurniawan                 |
| Herreneinzel | Hermawan Susanto                      | Poul-Erik Høyer Larsen               | Mustaffa Ali                   |
| Dameneinzel  | Minarti Timur                         | Pernille Nedergaard                  | Doris Piché                    |
| Dameneinzel  | Minarti Timur                         | Pernille Nedergaard                  | Joanne Muggeridge              |
| Herrendoppel | Jon Holst-Christensen Thomas Lund     | Ricky Subagja Bagus Setiadi          | Ong Ewe Chye Rahman Sidek      |
| Herrendoppel | Jon Holst-Christensen Thomas Lund     | Ricky Subagja Bagus Setiadi          | Jan Paulsen Henrik Svarrer     |
| Damendoppel  | Nettie Nielsen Lisbet Stuer-Lauridsen | Maria Bengtsson Christine Gandrup    | Dorte Kjær Lotte Olsen         |
| Damendoppel  | Nettie Nielsen Lisbet Stuer-Lauridsen | Maria Bengtsson Christine Gandrup    | Pernille Dupont Grete Mogensen |
| Mixed        | Pär-Gunnar Jönsson Maria Bengtsson    | Jon Holst-Christensen Grete Mogensen | Jan Paulsen Gillian Gowers     |
| Mixed        | Pär-Gunnar Jönsson Maria Bengtsson    | Jon Holst-Christensen Grete Mogensen | Michael Kjeldsen Dorte Kjær    |

## Finalresultate
| Disziplin    | Sieger                                | Finalist                             | Ergebnis   |
| ------------ | ------------------------------------- | ------------------------------------ | ---------- |
| Herreneinzel | Hermawan Susanto                      | Poul-Erik Høyer Larsen               | 15-10 15-6 |
| Dameneinzel  | Minarti Timur                         | Pernille Nedergaard                  | 11-7 11-4  |
| Herrendoppel | Jon Holst-Christensen Thomas Lund     | Ricky Subagja Bagus Setiadi          | 15-10 15-4 |
| Damendoppel  | Lisbet Stuer-Lauridsen Nettie Nielsen | Christine Magnusson Maria Bengtsson  | 15-9 15-11 |
| Mixed        | Pär-Gunnar Jönsson Maria Bengtsson    | Jon Holst-Christensen Grete Mogensen | 15–11 15–8 |